# AGM-88 HARM
AGM-88 HARM (англ. High-speed Anti-Radiation Missile) — американська високошвидкісна протирадіолокаційна ракета, з дальністю понад 100 км і до 300 км залежно від модифікацій та умов застосування.
Розроблена як заміна ракетам AGM-45 Shrike. Здатна наводитися на високочастотні РЛС. Менш вразлива до традиційних видів перешкод, типу вимикання РЛС при виявленні запуску ракети. Ракета HARM обчислює розташування цілі і здатна її вразити, навіть якщо РЛС була вимкнена.
Ці ракети, прийняті на озброєння в 1983 році, вже через три роки використовувалися під час операції проти Лівії. Ракети AGM-88 широко застосовувалися і під час війни в Перській затоці.
Ними оснащують літаки A-6 Intruder, F-4 Phantom II, F-16 Fighting Falcon, F/A-18 Hornet, F-111 Aardvark, Panavia Tornado, а з 2022 року МіГ-29 та Су-27.
Останні модифікації призначені для ураження РЛС зі зміною робочих частот.

## AGM-88E AARGM
На базі протирадіолокаційних ракети AGM-88 HARM компанії «Рейтеон» розроблена удосконалена протирадіолокаційна керована ракета (ПРЛР) AGM-88E AARGM (Advanced Anti-Radiation Guided Missile) компаніями «Алліант Техсистемз» (ATK) і MBDA у співпраці з ВМС США і ВПС Італії.
Командування авіаційних систем ВМС США, відповідальне за управління розробкою, схвалила початок дрібносерійного виробництва AGM-88E AARGM в жовтні 2008 року.
AGM-88E AARGM є надзвуковою ракетою середньої дальності авіаційного базування. AARGM здатна долати засоби протидії, які були розроблені потенційними противниками США з моменту прийняття на озброєння високошвидкісних протирадіолокаційних ракети HARM в 1980-х рр..
ПРЛР застосовуватиметься винищувачами FA-18C/D, FA-18E/F, EA-18G, а також літаками «Торнадо» версії розвідки/РЕБ ВПС Італії.

## AGM-88G AARGM-ER
Ракета AARGM-ER (AGM-88G) є глибокою модернізацією AARGM (AGM-88E).
Розробка комплексу розпочалася у 2016 році, у 2020 році ВМФ США видав перший контракт на виробництво нової протирадіолокаційної ракети. Перший випробувальний пуск було здійснено 19 липня 2021 року з борту F/A-18F «Super Hornet».
Паралельно з розробкою протирадіолокаційної ракети повітряного базування AARGM-ER ведеться активна робота з її використання в проєкті SLAARGM (Surface-Launched AARGM), що передбачає розробку варіанта багатоцільової ракети наземного пуску.
Система управління AGM-88G включає інерційну систему, систему навігації GPS та активно-пасивну радіолокаційну головку самонаведення (РГС) WGU-48/B з активним датчиком міліметрового Ka-діапазону (частота від 26,5 до 35 ГГц).
В активно-пасивній РГС WGU-48/B застосовані алгоритми розпізнавання та аналізу цілей, що забезпечує ураження не тільки цілей, що випромінюють, а й радіоконтрастних цілей типу: надводних кораблів різного класу, пускових установок зенітно-ракетних комплексів та іншого обладнання систем ППО.
AARGM-ER обладнана осколково-фугасною бойовою частиною WAU-7/B, яка вже використана на попередніх моделях ракети. Вага бойової частини — 70 кг. Бойова частина містить 12845 уражаючих елементів, виконаних з вольфраму та модернізований заряд вибухової речовини, що забезпечує велику уражаючу здатність. Бойова частина забезпечує пробиття металевого листа товщиною 12,7 мм або броньованої пластини товщиною 6,35 мм з відстані до 6 метрів.

## Оператори

### Австралія
ВМС США і компанія ATK мають намір поставити ПРЛР AGM-88 ВПС Австралії в 2015 році — до початку льотних випробувань EA-18G. Міноборони Австралії оголосив про рішення придбати 12 літаків РЕБ «Гроулер» у 2012 році.

### Тайвань
В квітні 2021 року стало відомо про внесення доповнень в наявний контракт в рамках програми Peace Phoenix Rising 2 (PPR2) військово-повітряних сил республіки Китай. Компанія Lockheed Martin отримала $188 млн на розробку та постачання автоматичної системи попередження зіткнення з Землею та ракет AGM-88 HARM а також модернізацію низку інших електронних систем літаків F-16 Block 20.

### Україна
Українські військові інженери за допомогою американських фахівців змогли інтегрувати протирадіолокаційні ракети AGM-88 HARM до арсеналу літаків МіГ-29. Завдяки цьому українські льотчики успішно вражають російські РЛС.
7 серпня 2022 під час російського вторгнення на російських позиціях (імовірно, ППО) були знайдені уламки ракети версії D, яка може наводитись за GPS, тобто, працює навіть при вимиканні ворожої РЛС. Наступного дня Пентагон підтвердив постачання Україні даних ракет.
30 серпня командування Повітряних сил ЗСУ опублікувало відео бойової роботи льотчика МіГ-29, на якому, серед іншого, в кадр потрапили підвішені ракети AGM-88 та їх пуски в польоті.

Український МіГ-29 з AGM-88 та Р-73
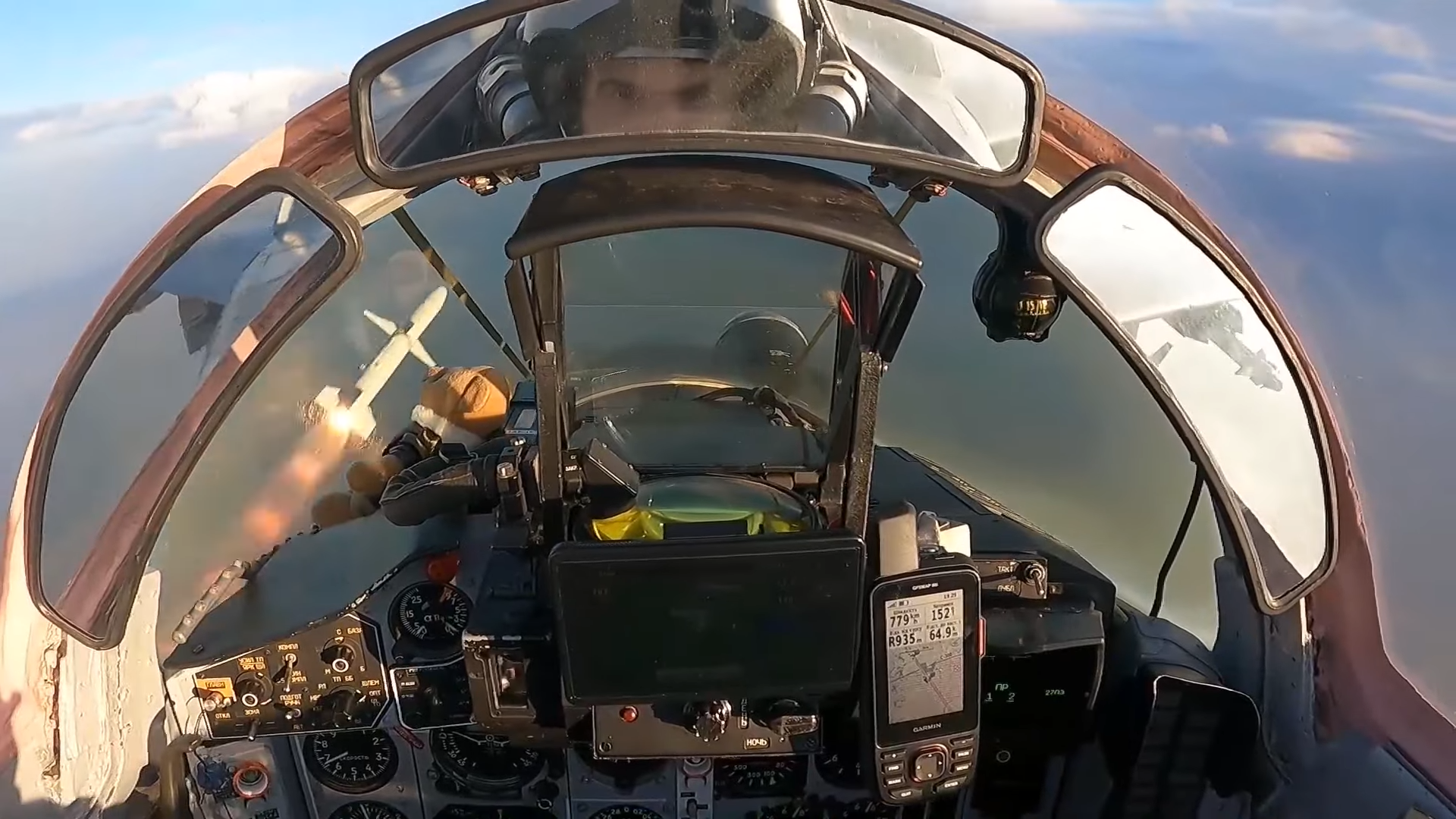
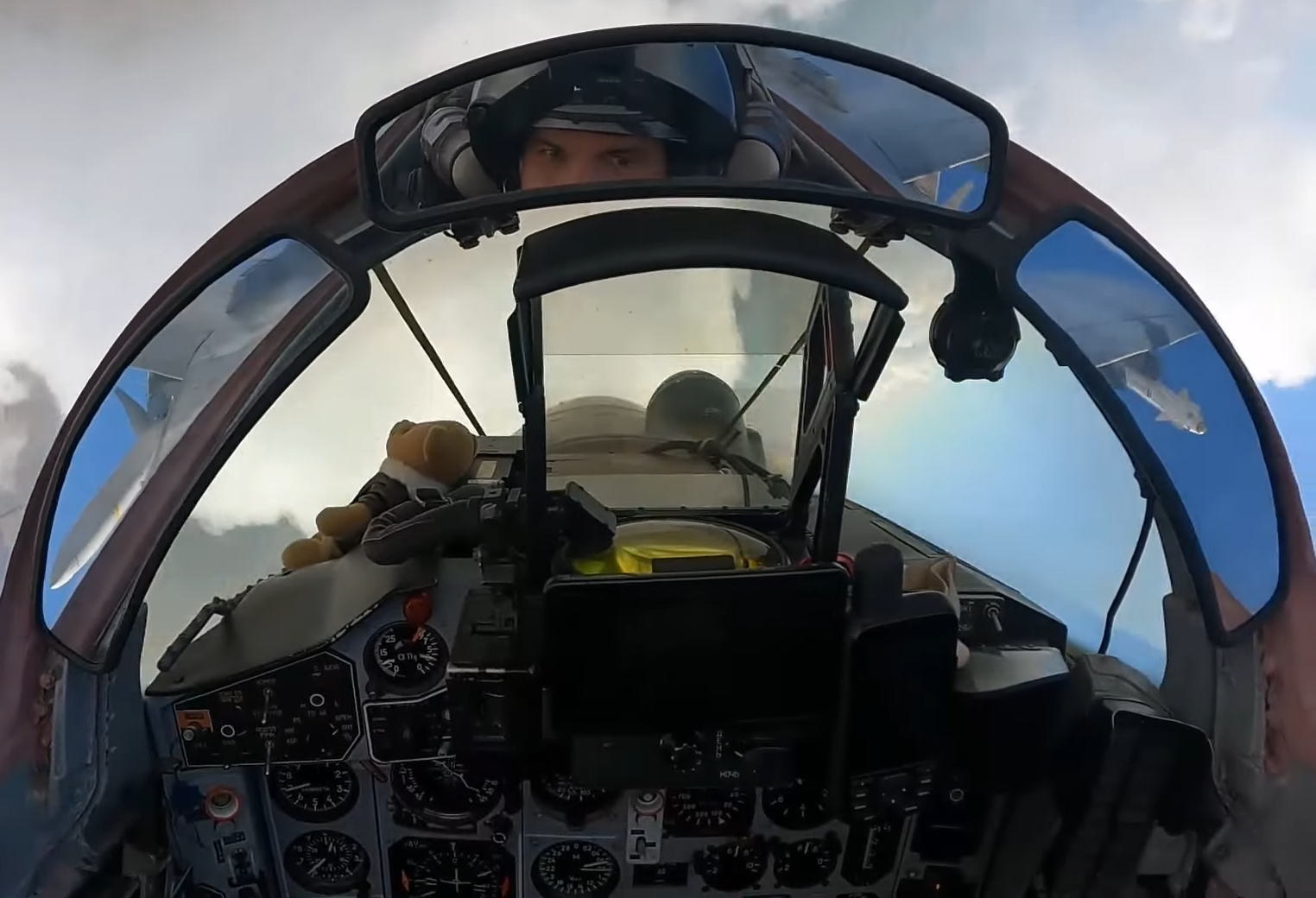

На початку вересня 2022 року були поширені фотографії українського Су-27 з підвішеною парою протирадіолокаційних ракет AGM-88 HARM.